# Jacob van Dijck

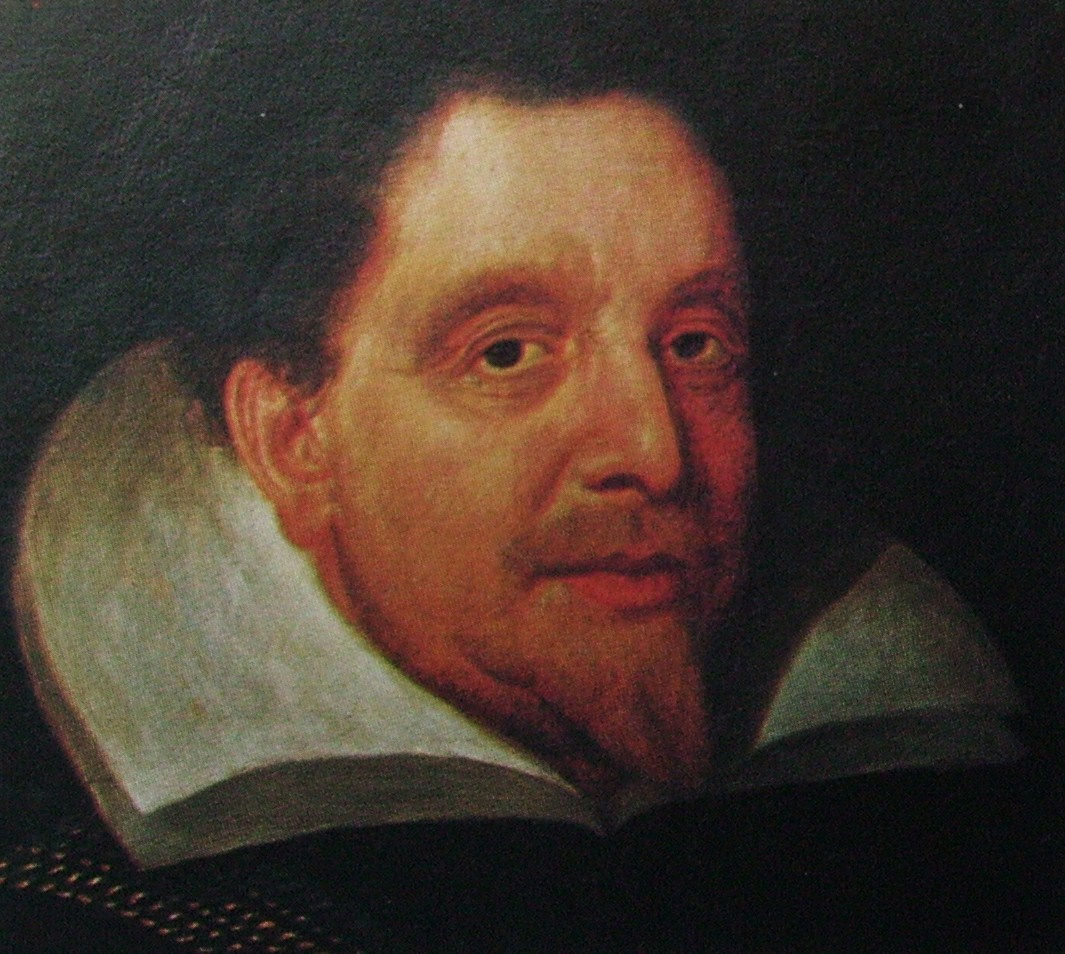
Jacob van Dijck

Jacob van Dijck, född 1567 i Haarlem, död 10 december 1631 i Göteborg, var en holländsk adelsman, diplomat och Göteborgs förste styresman.
Jacob van Dijck blev efter studier juris doktor och var en tid praktiserande advokat i Haag. 1607 begav han sig till Sverige för att på amsterdamska köpmäns vägnar avsluta vissa överenskommelser med svenska kronan och gjorde då på konung Karl IX troligtvis ett mycket fördelaktigt intryck. Med ett kreditivbrev från 12 augusti samma år skickades han nämligen till konung Henrik IV av Frankrike för att återupplifva en närmare förbindelse emellan detta land och Sverige på grundvalen av 1542 års förbundstraktat. 
I april 1609 utnämndes Jacob van Dijck till hovråd i franska och nederländska ärenden, skickades i maj samma år till Generalstaterna för att arbeta på Sveriges upptagande i fransk-engelsk-holländska förbundet och utnämndes i mars 1610 att jämte Abraham Leijonhufvud och Olof Stråle ingå i en beskickning till Frankrike, men innan legationen hann avresa, inträffade underrättelsen om mordet på Henrik IV, varefter legationen sändes till Holland att rådgöra med Johan van Oldenbarnevelt. 
1612 och 1613 lyckades Jacob van Dijck underhandla fram det svensk-holländska förbundstraktaten från 5 april 1614. Enligt § 12 i denna traktat skulle staterna hålla ständiga beskickningar hos varandra, och Jacob van Dijck utnämndes 28 juli 1614 till ambassadör hos Generalstaterna, vilket därmed inledde den ständiga diplomatiens epok i Sverige. I november 1619 rappellerades Jacob van Dijck av konungen, som antagligen var missnöjd över hur finanserna skötts. 
Under de sista åren av sin ambassadörstid hade Jacob van Dijck arbetat på att förmå holländare att flytta till Göteborg, som i mars 1619 fått interimsprivilegier. Nu förordnades han 18 juli 1621 att vaka över lagskipning och administration i det nya samhället och framför allt att vinnlägga sig om, att folk drogs till staden, att tomter tilldelades inflyttande och att dessa verkligen byggde. Sedan 1623 bar han titeln "kommissarie", men 1626 utfärdades för honom fullmakt som stadens burggreve. Trots den ökande formella makten minskade van Dijcks inflytande över stadens ärenden och under sina sista år hade han förlorat nästan allt sitt inflytande.
Jacob van Dijck hade som Göteborgs förste styresman fått i förläning 23 gårdar i Hagunda och Lagunda härad, erhöll rättighet att där uppföra en sätesgård med åtnjutande af adliga privilegier. Han skrev sig till Salnecke. 
1618 hade han av Gustav II Adolf adlats.

## Källhänvisningar
1. 1 2  Svensk uppslagsbok, Malmö 1931